# جون توماس بلاكبيرن
جون توماس بلاكبيرن (بالإنجليزية: John Thomas Blackburn)‏ هو ضابط أمريكي، ولد في 24 يناير 1912 في واشنطن العاصمة في الولايات المتحدة، وتوفي في 21 مارس 1994 في جاكسونفيل في الولايات المتحدة بسبب سرطان.